# Vedra Valles
Vedra Valles é um antigo vale fluvial no quadrângulo de Lunae Palus em Marte, localizado a 19.7° N e 53.2°  W.  Sua extensão é de 115 km e seu nome vem de um antigo rio na Grã Bretanha. 
Junto a outros antigos vales fluviais, Vedra Valles tem fornecido fortes evidências de grandes quantidades de água fluindo na superfície de Marte.

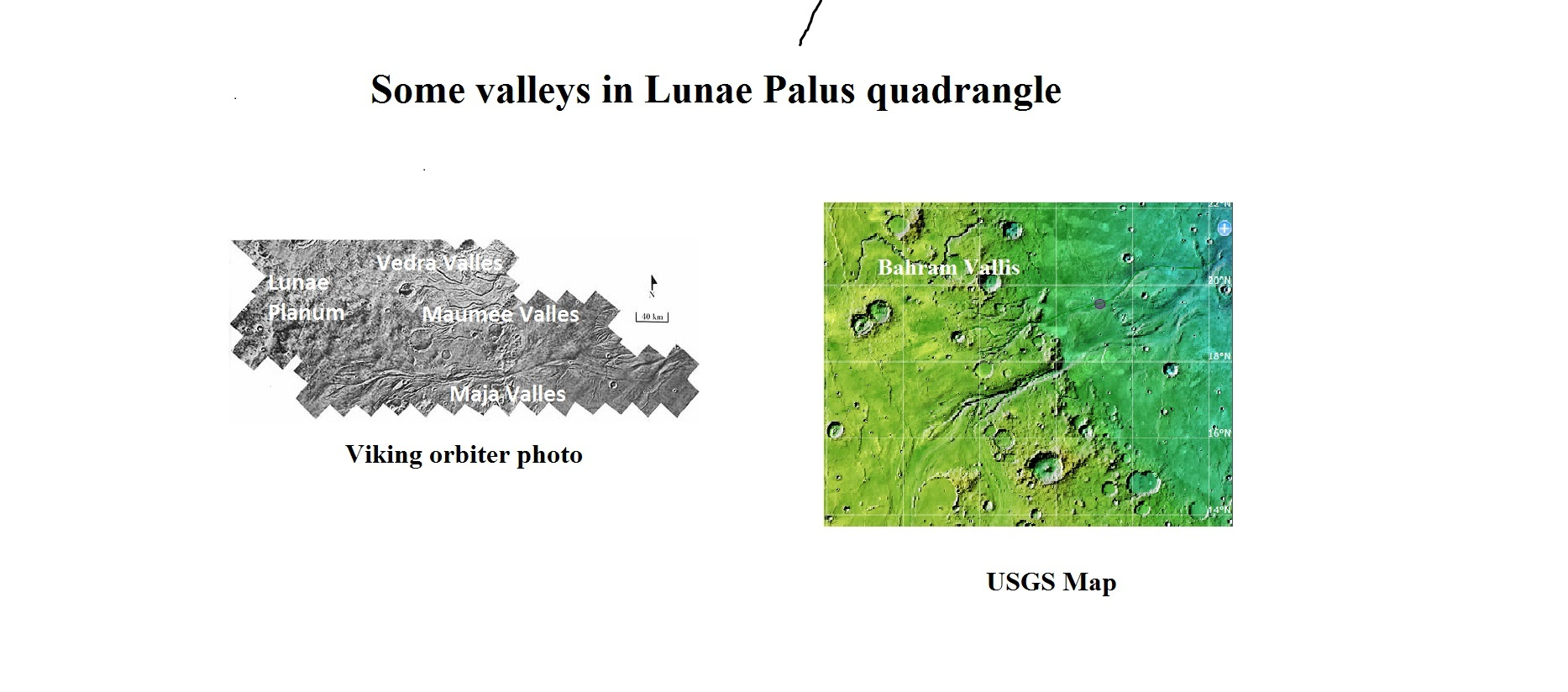
Águas de Vedra Valles, Maumee Valles, e Maja Valles foram de Lunae Planum à esquerda, a Chryse Planitia à direita. Imagem localizada no quadrângulo de Lunae Palus obtida pelo orbitador Viking.